# PzF 44
PzF 44 (Lanze, Panzerfaust 44) – niemiecki granatnik przeciwpancerny używany od lat 60. do połowy lat 80.

## Historia konstrukcji
PzF 44 został skonstruowany w latach 50. przez firmy Dynamit Nobel (nabój) i Heckler & Koch (granatnik). Granatnik powstawał w tym samym czasie co RPG-7 i wyglądem oraz możliwościami bojowymi jest do niego podobny. Granatniki PzF 44-2A1 były używane do połowy lat 80. Później zastąpiły je nowe Panzerfaust 3.

## Konstrukcja
Wyrzutnia PzF 44 miała kaliber 44 mm. Od spodu przymocowany był do niej mechanizm uderzeniowo-spustowy do komory którego był dołączony od spodu chwyt pistoletowy, a od tyłu kolba. Drugi chwyt pistoletowy znajdował się w przedniej części wyrzutni. Lanze wyposażony był w nietypowy, niespotykany w innych wzorach uzbrojenia mechanizm odpalający. Wewnątrz tylnego chwytu pistoletowego umieszczony był pudełkowy magazynek z nabojami zapałowymi. Po załadowaniu do wyrzutni granatu przeciwpancernego należało także załadować nabój zapałowy przy pomocy zamka ślizgowo-obrotowego którego rękojeść znajdowała się po lewej stronie komory spustowej. Jednocześnie z załadowaniem naboju zapałowego następowało napięcie sprężyny uderzeniowej iglicy. Oddanie strzału następowało po dociśnięciu kolby do ramienia (wyłączało bezpiecznik automatyczny) i ściągnięciu spustu. Ściągnięcie spustu zwalniało iglice która odpalała ładunek naboju zapałowego. Płomień przenosił się następnie kanałem ogniowym na ładunek miotający granatu przeciwpancernego. Żywotność wyrzutni określano na 2000 wystrzałów.

### Amunicja
Początkowo z granatnika miotano nadkalibrowe pociski 81 mm. Miały one ładunek miotający z masą przeciwbieżną. W 1973 roku granatnik zmodernizowano. Nowa wersja o oznaczeniu PzF 44-2A1 została przystosowano do miotania nowych pocisków kalibru 67 mm. Miały one kombinowany, bezodrzutowo-rakietowy układ miotający (podobny do zastosowanego w RPG-7).
Do granatnika opracowano 3 typy amunicji: kumulacyjną (przeciwpancerną), wielozadaniową oraz ćwiczebną.

## Dane taktyczno-techniczne PzF 44-2A1
- Kaliber:
  - wyrzutni: 44 mm
  - pocisku: 67 mm
- Masa: 11,8 kg
- Masa pocisku: 2,5 kg
- Długość: 880/1162 mm
- Prędkość początkowa pocisku: 168 m/s
- Prędkość maksymalna pocisku: 210 m/s
- Donośność: 300-400 m
- Przebijalność: 370 mm